# Đỗ Phú Hải
Đỗ Phú Hải (sinh ngày 11 tháng 11 năm 1963) là một nam đạo diễn, biên tập người Việt Nam, từng giữ chức vị Trưởng phòng phim truyện và Phó giám đốc Hãng phim Truyền hình Thành phố Hồ Chí Minh. Các tác phẩm của nam đạo diễn phần lớn gắn liền với Hãng phim Truyền hình Thành phố Hồ Chí Minh (TFS).

## Tiểu sử & Sự nghiệp
Ðạo diễn Ðỗ Phú Hải sinh vào ngày 11 tháng 11 năm 1963 tại Kon Tum, đã từng theo học lớp đạo diễn sân khấu khóa VII tại Trường Nghệ thuật Sân khấu II, khi tốt nghiệp anh về cộng tác với sân khấu nhỏ 5B, có mặt trong các vở diễn như: Ngụ ngôn năm 2000, Ði tìm những gì đã mất,...
Theo lời nam đạo diễn về tác phẩm truyền hình đầu tiên thực hiện là Xóm nước đen đưa anh đến với truyền hình, anh cho hay: "Bộ phim đầu tiên của tôi là Xóm nước đen, đó là phim truyền hình chỉ dài 4 tập. Lúc đầu, TFS giao kịch bản này cho một đạo diễn khác. Tuy nhiên, họ cảm thấy không hợp nên chuyển lại cho tôi. Khi nhận kịch bản đó, tác giả có nói với TFS: không biết tôi có làm được phim đó không vì nhìn tôi có vẻ thư sinh, không phù hợp. Nhưng khi làm xong, chính tác giả là người đã ôm và nói rằng, tôi làm anh tự hào. Bộ phim này đã bén duyên cho tôi đến với các tác phẩm truyền hình khác."
Bản thân không chỉ là một đạo diễn phim truyền hình, anh từng giữ chức vụ Trưởng phòng phim truyện, phụ trách công việc biên tập các phim truyền hình do TFS sản xuất, sau đó là Phó giám đốc Hãng phim TFS (nay đã nghỉ).
Ngoài vai trò một đạo diễn, khán giả đại chúng cũng nhớ tới nam đạo diễn với vai trò diễn viên trong một số phim của anh làm đạo diễn hoặc biên tập. Nổi bật là vai diễn Tổng giám đốc Công ty May Sài Gòn - Trần Hiền, một tổng giám đốc thông minh, minh bạch nhưng dần trở nên nhu nhược hèn nhát trong Công nghệ thời trang, phát sóng năm 2010–2011 trên HTV9.
Hiện tại, có thông tin anh về phụ trách nội dung phim cho kênh truyền hình SCTV14 và tham gia công tác giảng dạy.

## Phát biểu
“Trong giai đoạn mới (giữa sau 2000), phải cùng nhau góp sức, xây dựng phim truyền hình Việt ngày càng phát triển tốt hơn. Tôi nghĩ những người làm phim phải thay đổi suy nghĩ. Khuynh hướng xây dựng một dòng phim theo kịp thời đại đòi hỏi phải có tầm nhìn. Vài năm trước, khi còn thiếu phim, chúng ta chỉ cốt làm sao có thể “ăn no”, tức là đảm bảo về số lượng. Nay thì phải khác. Các hãng phim cần cho ra đời những bộ phim đáp ứng tiêu chí “ăn ngon” để khán giả có thể thực sự thưởng thức. Vấn đề là sau dòng phim lọ lem - hoàng tử, chúng ta sẽ làm gì? Tất cả kịch tác giả, đạo diễn, kể cả diễn viên cũng không nên tiếp tục nhốt mình trong cái khung cũ mà cần phải đột phá, làm mới chính mình.

Vẫn còn rất nhiều những đề tài, những dòng phim mà khán giả rất quan tâm nhưng chúng ta lại ít chạm tới, đó là tình trạng tham nhũng, việc tàn phá môi trường. Toàn những vấn đề thời sự nóng bỏng nhưng các nhà làm phim truyền hình hầu như không quan tâm mấy”. 
“Tôi không thị trường được, cũng không vội vàng được. Làm phim cứ từ từ, bình tĩnh mà làm. Có lẽ do tính cách như vậy nên mấy năm nay, tôi cũng không nghĩ sẽ làm phim điện ảnh."
Nhiều người nói làm phim điện ảnh có thu nhập cao hơn tại sao tôi lại không thử sức. Tuy nhiên, quan điểm của tôi rất đơn giản, điện ảnh chưa chắc giàu nhưng nó dễ nổi tiếng hơn truyền hình. Với phim điện ảnh Việt hiện tại, một năm có thể sản xuất 40 - 50 phim. Tôi nghĩ đạo diễn điện ảnh là người rất giỏi, vì họ phải thu gọn câu chuyện lại trong 90 phút. Câu chuyện làm giàu chỉ là một phần trong dự tính đó. Chính vì thế, làm đạo diễn điện ảnh hay truyền hình, tôi cũng sẽ luôn làm với quan niệm mình làm để người ta nhớ, có giá trị, còn làm để vui chơi, làm giàu không phải là cái đích cuối cùng.

## Tác phẩm

### Vai trò Phó đạo diễn
| Năm  | Tên phim              | Kênh phát sóng | Chiếu rạp | Ghi chú                                    |
| ---- | --------------------- | -------------- | --------- | ------------------------------------------ |
| 1989 | Tuổi thơ dữ dội       |                | X         | Vị trí Trợ lý đạo diễn cùng Phạm Ngọc Châu |
| 1991 | Vị đắng tình yêu II   |                | X         |                                            |
| 1996 | Người đẹp Tây Đô      | HTV9           |           |                                            |
|      | Bên thềm hoa vẫn nở   |                |           |                                            |
|      | Chú bé có tài mở khóa |                |           |                                            |
|      | Tóc gió thổi bay      |                |           |                                            |

### Vai trò Đạo diễn
| Năm  | Tên phim                | Ghi chú                                                                    | Tập | Kênh        | Nguồn |
| ---- | ----------------------- | -------------------------------------------------------------------------- | --- | ----------- | ----- |
| 1996 | Xóm nước đen            | Phim đầu tay dưới vai trò đạo diễn                                         | 4   | HTV9        |       |
| 1997 | Thương hoài ngàn năm    | Phim điện ảnh chiếu trên truyền hình                                       | 1   | HTV9        |       |
| 1997 | Ráng chiều              | Phim điện ảnh chiếu trên truyền hình                                       | 1   | HTV9        |       |
| 1998 | Những đứa con thành phố |                                                                            | 10  | HTV9        |       |
| 2000 | Bến sông trăng          |                                                                            | 13  | HTV9        |       |
| 2004 | Lục Vân Tiên            | Đồng đạo diễn cùng Nguyễn Phương Điền & Lê Bảo Trung                       | 14  | HTV7        |       |
| 2004 | Lẵng hoa tình yêu       | Đảm nhận vai trò Giám đốc hình ảnh                                         | 24  | HTV9        |       |
| 2008 | Kính vạn hoa (phần 3)   | Đảm nhận vai trò đạo diễn thay thế cho đạo diễn Minh Chung & biên tập phim | 28  | HTV9        |       |
| 2010 | Công nghệ thời trang    | Kiêm đảm nhận vai phụ Tổng giám đốc Công ty May Sài Gòn - Trần Hiền        | 61  | HTV9        |       |
| 2014 | Con gái vị thẩm phán    |                                                                            | 30  | HTV9        |       |
| 2014 | Đôi mắt của trái tim    |                                                                            | 40  | TodayTV     |       |
| 2016 | Thủy cơ                 |                                                                            | 31  | HTV9        |       |
| 2016 | Mở khóa con tim         | Kiêm đảm nhận vai khách mời đặc biệt                                       | 30  | SCTV14      |       |
| 2018 | Bên kia sông            |                                                                            | 40  | HTV9        |       |
| 2019 | Những chuyên án lạ      |                                                                            | 31  | HTV9        |       |
| 2020 | Đường về cồn Nảy        |                                                                            | 33  | SCTV14      |       |
| 2023 | Hoa Vương               |                                                                            | 100 | VieON, HTV2 |       |

### Vai trò Biên tập
| Năm  | Tên phim             | Ghi chú                              | Tập | Đạo diễn                | Kênh | Nguồn |
| ---- | -------------------- | ------------------------------------ | --- | ----------------------- | ---- | ----- |
| 2006 | Nghề báo             |                                      | 20  | NSUT Phi Tiến Sơn       | HTV9 |       |
| 2006 | Cải ơi!              |                                      | 1   | NSUT Nguyễn Phương Điền |      |       |
| 2008 | A cappella           |                                      | 25  | Nguyễn My Khanh         | HTV9 |       |
| 2009 | Âm tính              |                                      | 20  | NSUT Nguyễn Phương Điền | HTV9 |       |
| 2010 | Vó ngựa trời Nam     | Đồng biên tập với Nguyễn Trọng Nghĩa | 37  | NSUT Lê Cung Bắc        | HTV7 |       |
| 2013 | Cỏ biếc              |                                      | 35  | Nguyễn Quốc Hưng        | HTV9 |       |
| 2014 | Con gái vị thẩm phán |                                      | 30  | Đỗ Phú Hải              | HTV9 |       |